# Wilhelm Wiehe (1858-1916)
 For alternative betydninger, se Wilhelm Wiehe. (Se også artikler, som begynder med Wilhelm Wiehe)
Wilhelm Wiehe (født 10. februar 1858 i Kristiania, død 18. august 1916 i København) var en dansk skuespiller, ældste søn af Anton Wilhelm Wiehe.
Wiehe debuterede 1. september 1876 som Jørgen i Erik og Abel på det kgl. Teater, som han forlod samtidig med Faderen, hvem han lignede i Skikkelse og Stemme. Sendere var W. d. Y. knyttet til Provinsteatrene og de kbhvn’ske Privatscener, især Dagmarteatret, og udførte mange Folkekomedie-Helte, f. Eks. Oehlenschlægers Tordenskjold, men Mangel på Temperament og Flugt i Talen, en vis dump Tunghed, hindrede ham i at bryde afgørende igennem. Han optrådte sidste Gang 22. Novbr 1911 som Oldingen i »Sigurd Jorsalfar« på Dagmarteatret.